# ミネラル・デル・チコ (イダルゴ州)
ミネラル・デル・チコ（Mineral del Chico）
は、メキシコのイダルゴ州にある自治体。エル・チコ国立公園に隣接している。プエブロ・マヒコ選出。